# Calzado Canadá
Calzado Canadá S.A. fue una empresa mexicana de diseño, fabricación y comercialización de calzado, con sede en Guadalajara, Jalisco, México. Fue el corporativo de calzado más importante en Latinoamérica en las décadas de los cincuenta, sesenta, setenta, ochenta y parte de los noventa llegando incluso al mercado estadounidense en 1960.   Una compañía que revolucionó la forma de hacer calzado, ya que fraccionó el trabajo en departamentos que se dedicaban a procesos específicos: diseño, modelado, corte, pegado, agilizando y perfeccionando cada procedimiento con especialistas.
La empresa fue fundada el 13 de julio de 1940 en la calle de Pedro Loza 130, en el centro de Guadalajara, por Salvador López Chávez y su familia, en especial su padre, Aurelio López Núñez, de quien heredó el oficio. En 1998 con más de 60 años de historia comienza la transición de cambio de propietario a Grupo Coppel culminando en 2002.

## Fundación
En 1909, Don Aurelio López Núñez,  abrió un pequeño taller de calzado, en la ciudad capital del estado de Jalisco. Hacia 1915, con seis trabajadores, el taller se dedicaba a la confección de zapatos a la medida y la reparación de calzado usado con entrega a domicilio.
Por el año de 1939 el hijo de Don Aurelio, Salvador López Chávez, percibe que la fabricación de calzado puede escalar a mayores volúmenes de fabricación y venta, sin perder la calidad del producto, por lo que decide asumir la dirección de la pequeña fábrica de su padre con la finalidad de modernizarla y pasar de la fabricación artesanal a la producción industrial de zapato al alcance de todos.
El 13 de julio de 1940, Salvador con ayuda de su padre, funda Calzado Canadá S.A. en el taller que se ubicaba en la calle Pedro Loza número 130 de la zona centro de Guadalajara,  posteriormente se integran al proyecto tres de sus primos: Juan, Guadalupe y Pedro Benavides. Para este año, Calzado Canadá contaba con 12 empleados y fabricaba 15 modelos de zapatos para caballero.

## Marca
El éxito de Calzado Canadá, se atribuye a su enfoque basado en el conocimiento profundo del comprador, sus valores, intereses, modelos y momentos de la cultura popular, algo que Don Salvador llamaba "lo que le gusta al mexicano"  lo que le permitió ofrecer alternativas de consumo atractivas y expandir el mercado para sus productos.
Calzado Canadá prosperó con una innovadora estrategia comercial que no se tomaba en cuenta en esa época y con la que daría a conocer su marca de una forma nunca vista en Guadalajara: la Publicidad. Esta fue una de las primeras empresas que dedicó un departamento y presupuesto exclusivo para la publicidad y lo que hoy conocemos como Mercadotecnia. Las actividades comprendían desde la pega de calcomanías en forma de caja de zapatos por las calles,  artículos promocionales como llaveros y calendarios, así como rotulados con el emblema Calzado Canadá en puros, navajas, peines, plumas, carteritas de cerillos. La estrategia logró que la marca estuviera presente en la vida cotidiana de los hogares tapatíos.
Calzado Canadá apostó también por acercarse al consumidor mediante el entretenimiento, como los concursos de baile que tenían lugar en el Parque Agua Azul de Guadalajara los fines de semana; donde rifaban pares de zapatos; sin embargo, la mejor estrategia de publicidad masiva que desarrolló fue el programa de radio “Barrio Latino” en una época donde la radio era lo más escuchado por los consumidores locales.
En opinión de algunos investigadores sobre el tema, Barrio Latino ayudó a difundir la marca fuera de la ciudad capital de Jalisco, puesto que, al anunciar sus modelos por el programa de radio, comercios de todos los tamaños y lugares se acercaron a comprar los productos.

## Crecimiento
A finales de los años cuarenta Calzado Canadá es una marca consolidada, con productos de calidad, accesible y a la moda. La fábrica en la que se inició no bastaba para cubrir la demanda del mercado por lo que se mudó a un nuevo inmueble que se localizaba en la calle Abascal y Souza de Guadalajara.
El crecimiento de Calzado Canadá requirió en 1955, trasladarse a una nueva ubicación de Guadalajara en la calle de Catalán 497 (hoy avenida Revolución), donde se fabricaban entre 15 mil  y 17 mil pares diarios, con una amplia red distribuidora en todo México.
Hacia finales de la década de los cincuenta, los puntos de venta de Calzado Canadá sobrepasan los 100 locales en México.
Esta fábrica fue la primera en utilizar equipo de cómputo en Guadalajara, y la primera en usar tarjetas de la marca IBM para llevar una base de datos electrónica, pero una de las aportaciones más importantes a la industria mexicana fue que logró adaptar el sistema de banda que utilizaba la industria Ford, aumentando así la productividad de la empresa.
En octubre de 1961, Calzado Canadá llegó a fabricar y vender más de 30 mil pares semanales.
Para 1971, se inaugura la nueva fábrica conocida como Jardín Industrial Canadá, en avenida Dr. R. Michel. En la inauguración del Jardín Industrial Canadá en 1972, estuvieron presentes los presidentes de Chile, Salvador Allende y de México, Luis Echeverría.
La planta industrial abarcaba un área de 85 mil metros cuadrados y constituyó un hito arquitectónico: las paredes eran de cristal, lo que permitía observar el desarrollo del proceso de producción, además de contar con numerosos jardines de rosas. Siendo la fábrica más grande del mundo que hacía todo su proceso en un solo lugar.
Esta instalación fue un emblema de Guadalajara, fueron los años en que Calzado Canadá mantuvo un crecimiento ascendente que alcanzó una red de más de 200 tiendas propias y mil concesionadas de venta exclusiva.
En 1978 la fábrica emplea a 8 mil 208 personas entre obreros y empleados administrativos; además de otros 2 mil empleados que atendían los puntos de venta en todo el país que en su mayoría eran mujeres jóvenes.
Calzado Canadá tenía sus propias: tenerías, hulera, fábrica de pieles sintéticas, suelas, moldes, hormas, pegamentos, fábricas de herrajes, hebillas, agujetas, hilos; rótulos de propaganda, avisos luminosos, muebles para las distribuidoras y un departamento de mantenimiento de maquinaria, así como transporte de carga pesada para la distribución de productos a las sucursales.
La empresa hizo innovaciones fundamentales, entre ellas: montó una estructura de distribución para llegar directamente a las rutas de venta; abrió sus propias tiendas, fortaleció la marca con la publicidad intensa para sus productos y creó un sistema de ahorro para empleados conocido como DEFOVI (Departamento de Fomento a la Vivienda).

## Calzado Canadá en el mundo
En 1960 Calzado Canadá sale por primera vez de México y llega a Los Ángeles, California.
En febrero de 1966, se inició formalmente los trabajos de producción de la línea francesa Charles Jourdan, calzado de lujo para dama. Esta fábrica mexicana realizaba los mismos modelos y calidad que los fabricados por la marca en París, Francia y mercados internacionales. El convenio fue firmado por Jack Hinton en representación de Charles Jourdan y el presidente de Calzado Canadá, Salvador López Chávez.
A finales de los sesenta produjo los primeros tenis Nike de la historia para la Olimpiada de 1968 y el mundial de fútbol de 1970.
En 1971 Phil Knight, fundador de Nike, solicitó a Calzado Canadá un pedido de tres mil pares del modelo Soccer 70 de piel, con el plan de venderlos a los jugadores de fútbol americano en los Estados Unidos. En ese momento no existía ni el nombre ni el mundialmente conocido logotipo de Nike.
Calzado Canadá fue una de las plantas manufactureras de calzado más grande del mundo, con unos 12 mil empleados entre zapateros y administrativos, además de una producción diaria de 60 mil a 70 mil pares.

## Productos
En una época en la que el gobierno mexicano afirmaba: “Lo hecho en México está bien hecho”, Don Salvador daba los diseños a otros zapateros para que tomaran la idea, lo produjeran en sus propias fábricas, sin cobrar los derechos a estos.
Estos son algunos de los modelos más icónicos que Calzado Canadá producía: 
- PIK-NIK
- EXPORTACIÓN
- WE-620
- BIG-BOY
- BABY CANADA
- Dos Más Dos (DMD) línea complementaria introducida en 1973.
- Exorcista
- Vagabundo
- Perestroika
- Decatlón
- Ringo
- Bostonianos
- Spiders

## El legado
En 1967 Don Salvador enferma y su hija Sandra López Benavides, asume la responsabilidad de dirigir la empresa como Gerente General, aunque Don Salvador siempre se mantuvo presente en todas las actividades de la empresa. Entre otras cosas, durante la gerencia de López Benavides se conservó y mejoró el sistema de producción en banda, que fabricó masivamente los productos Calzado Canadá, llegando a su mejor año de ventas en 1982.

## Salida del mercado
Tras la muerte de su fundador, en 1976, los hijos mantienen la empresa en funcionamiento dos décadas más y no es hasta la crisis económica de 1994, con la devaluación de la moneda mexicana, que comienzan los problemas económicos en el país y en consecuencia en la empresa. En 1998 con más de 60 años de historia, inicia la transición de cambio de propietario a Grupo Coppel, culminando el 15 de marzo de 2002.